# 荷西·紐尼斯
荷西·卡路士·德·阿劳约·紐尼斯（葡萄牙語：José Carlos de Araújo Nunes，1977年3月7日—），葡萄牙足球運動員，目前效力西甲球隊皇家馬略卡，司職中堅。

## 外部連結
- 馬略卡官方檔案
- Zerozero統計及檔案[永久] （英文）
- Stats at ForaDeJogo統計 （页面存档备份，存于） （英文）
- 馬略卡履歷 （西班牙文）
- BDFutbol統計 （页面存档备份，存于） （英文）
- Transfermarkt檔案 （页面存档备份，存于） （英文）